# Сет (футбольный клуб)
«Сет» (фр. Football Club de Sète 34) — французский футбольный клуб из одноимённого города. Клуб был основан в 1900 году, домашние матчи проводил на арене «Стад Луи Мишель», вмещающей 8000 зрителей, был расформирован в 2023 году. В 30-х годах 20-го века «Сет» был лидером французского футбола, по два раза выиграв чемпионат и Кубок Франции. В 1934 году «Сет» стал первым французским клубом, которому удался «золотой дубль», то есть победа в одном сезоне в чемпионате и кубке страны. Сезон 2008/09 стал последним для «Сета» в профессиональном статусе, по его окончании он его утратил и был переведён в одну из любительских региональных лиг.

## Достижения
- Чемпионат Франции
  - Чемпион (2): 1933/34, 1938/39
  - Бронзовый призёр: 1937/38
- Кубок Франции
  - Обладатель (2): 1929/30, 1933/34
  - Финалист (4): 1922/23, 1923/24, 1928/29, 1941/42